# José Mardones
|  | Aquest article tracta sobre el cantant d'òpera. Si cerqueu el futbolista, vegeu «José Mardones Llorente». |

José Mardones, de nom real José García de Mardones Ortiz de Pereda (Fontecha, Àlaba, 14 d'agost, 1868 - Madrid (Castella), 4 de maig 1932), va ser un cantant espanyol de la corda de baix.

## Biografia[2]
José Mardones, era fill de Juana Ortiz de Pinedo, natural de San Martín de Don, a la Valle de Tobalina i de Gordiano García de Mardones, natural de Fontecha. Quan Josep tenia tres anys, va morir la seva mare i va passar temporades amb les seves ties a la localitat de Briviesca, on va començar els seus primers estudis musicals. Cantava com a tiple al cor de la Col·legiata. A Briviesca, es va despertar la seva vocació eclesiàstica. Va ingressar primer a la prefectura de Bergüenda, va passar al seminari de Vitòria i, posteriorment, al seminari major de Burgos. Però la seva veu -potent i greu, de baix- va determinar que deixés els estudis eclesiàstics per delectar els aficionats a la lírica . Gràcies a ella, va aconseguir el seu primer treball a Palència, com a Salmista de la Catedral. Es va traslladar a Madrid, on va sobreviure cantant a esglésies. Va arribar a ser solista de l'església de San Millán i també va alternar actuacions en companyies secundàries. Aleshores ja havia contret matrimoni amb Catalina Laredo, a qui va conèixer a Briviesca.
Va començar a actuar en sarsuela a la companyia d'Emili Sagi i Barba, però com que el seu desig era dedicar-se a l'òpera va aprofitar l'ocasió que se li va oferir de cantar al Teatro Real de Madrid, en una audició que es va donar de l'oratori Moisés del pare Lorenzo Perosi, dirigit pel seu autor. Els empresaris que van succeir Arana al Reial no van valorar prou notable la veu de Mardones per renovar-li el contracte i Mardones es va veure obligat a donar algunes audicions a Sevilla, Bilbao i altres capitals espanyoles.
Difós per la premsa l'èxit que va aconseguir en aquestes actuacions, va rebre propostes avantatjoses de l'estranger, i després d'actuar triomfalment al Teatro Nacional de São Carlos de Lisboa, va passar a Milà i d'allà a Buenos Aires, per arribar als Estats Units, on va romandre durant dotze anys sent l'ídol del públic al Metropolitan Opera House de Nova York. En aquest teatre va debutar el 12 de novembre de 1917 amb Aïda de Verdi, interpretant el paper de Ramfis, i la seva darrera actuació es va produir el 17 d'abril de 1926, al paper d'Alvise a La Gioconda d'Amilcare Ponchielli. La seva última actuació amb la companyia del Metropolitan es va produir dies més tard, el 6 de maig de 1926, interpretant el paper de Sparafucile de Rigoletto de Verdi al teatre Eastman de Nova York, sota la direcció del famós director Tullio Serafin. total van ser 409 representacions per a aquella companyia.
En retirar-se va tornar a Espanya, on el 1928 va oferir un memorable concert a Madrid amb la col·laboració de l'Orquestra Simfònica i el 1929 a Barcelona, en un festival organitzat per l'Associació de la Premsa Diària.
Va morir a Madrid la matinada del 4 de maig de 1932, després d'una llarga malaltia.

## Anàlisi tècnica
Mardones posseïa una veu robusta, de bellíssimes notes a les profunditats de greu i de timbre no menys bell a les regions agudes, que comprenien dominis baritonals, distingint-se, a més, pel seu exquisit bon gust, deliciós frasejat i perfecta dicció, fruit d'un talent molt cultivat.

## Repertori
Com a obres principals del seu repertori figuren:
- El barber de Sevilla de Rossini.
- Aïda de Giuseppe Verdi.
- Faust de Charles Gounod.
- La Juive de Fromental Halévy sobre un llibret original d'Eugène Scribe.
- Carmen de George Bizet.
- Les huguenots de Giacomo Meyerbeer.
- Mefistofele de Arrigo Boito.
- Lucia di Lammermoor de Gaetano Donizetti.
- Rigoletto de Verdi.
- L'amore dei tre re de Italo Montemezzi.

## Premis i reconeixements
- Fill Adoptiu de Vitòria.[8]
- Fill Predilecte de Fontecha.[9]
- Il·lustre d'Àlaba.[8]
- Carrer José Mardones a Vitòria.
- 2018 – Actes d'homenatge al 150è aniversari del seu naixement.[8]